# Marhavagon

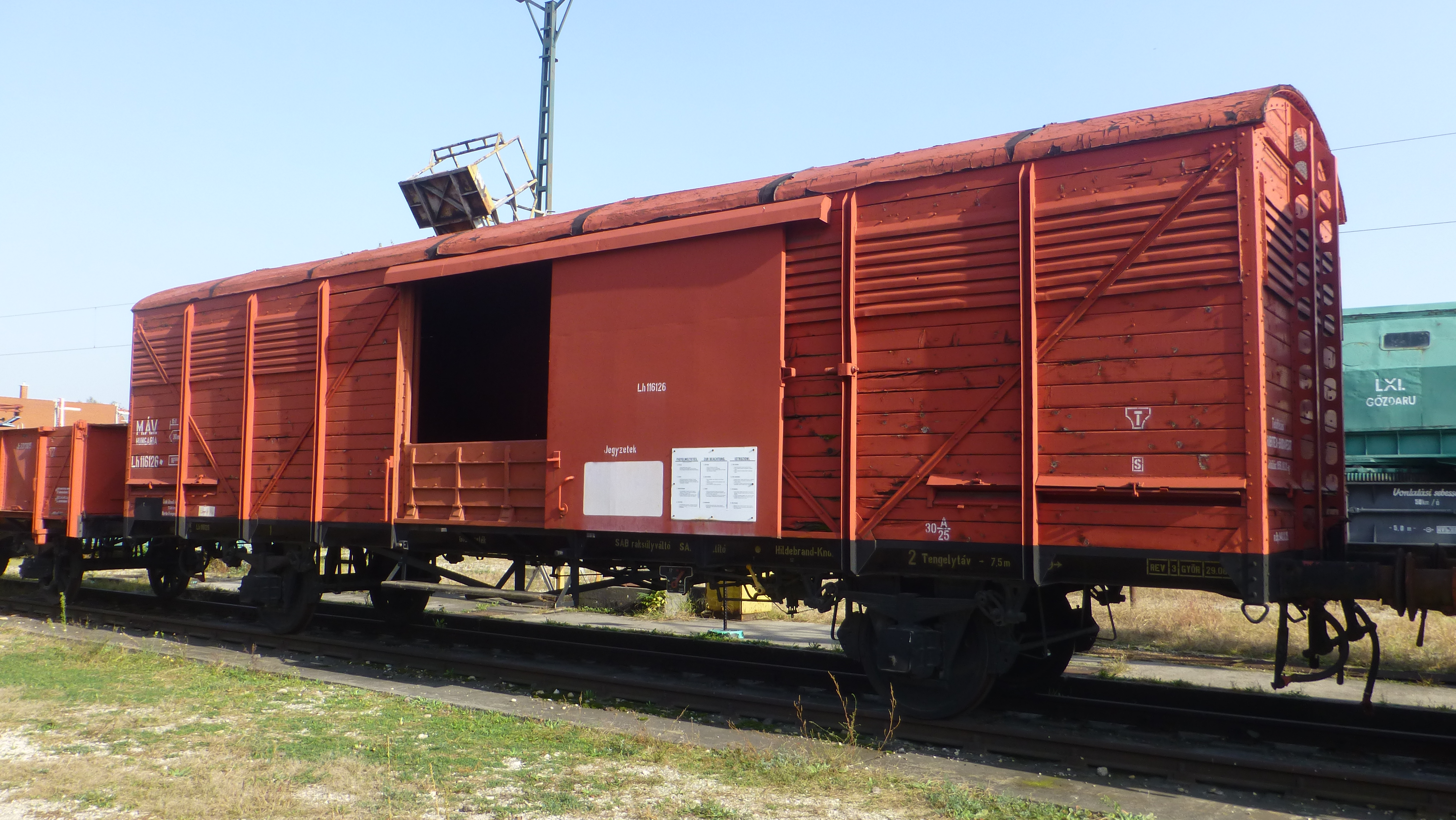
A MÁV nagy testű állatok szállítására használható Hbks sorozatú kocsija

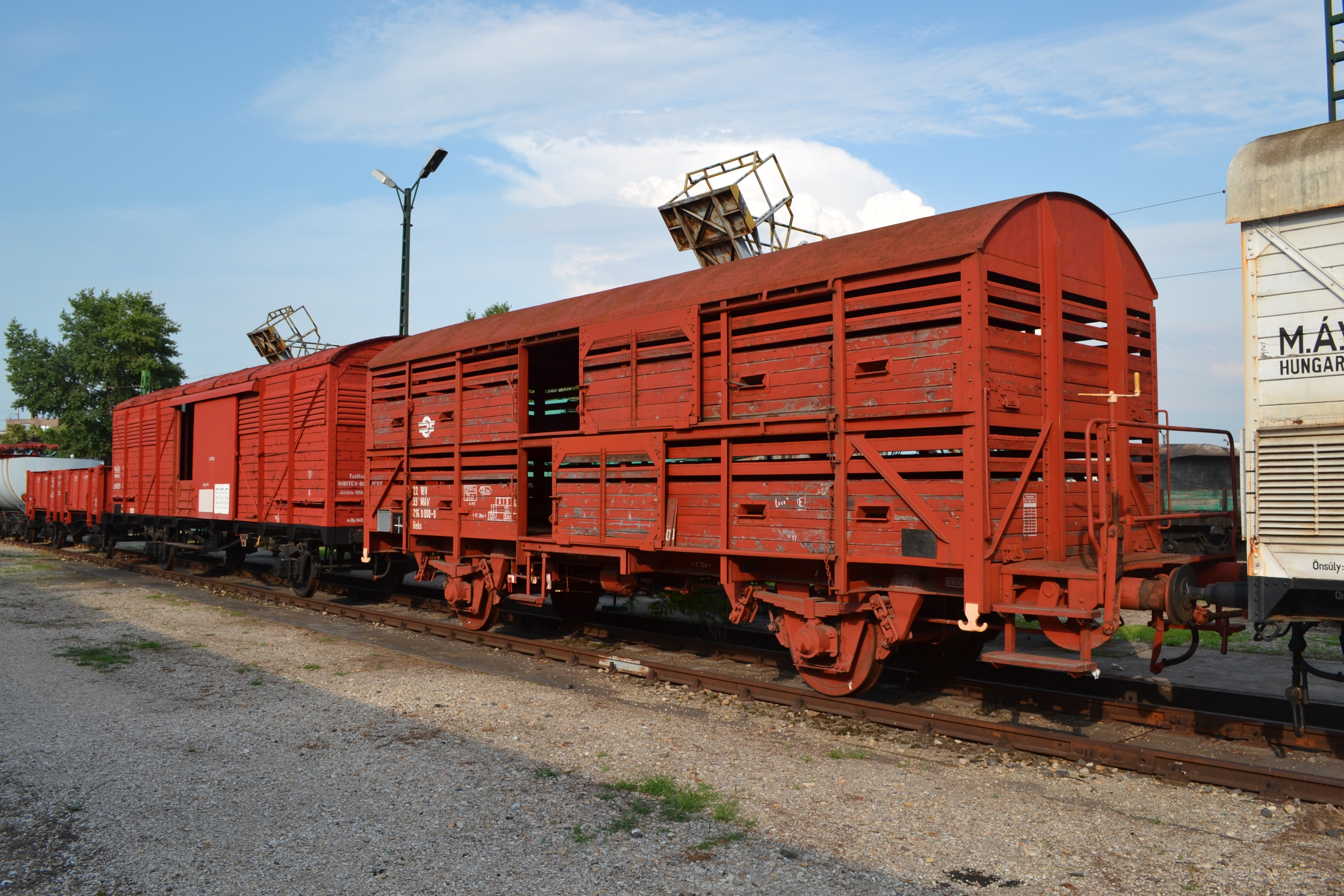
A MÁV kistestű állatok (juhok, kecskék, sertések) szállítására használható kétszintes Heks sorozatú kocsija

A marhavagon állatok szállítására használt vasúti teherkocsi. A Nemzetközi Vasútegylet (UIC) által jegyzett teherkocsi-fősorozatok közül a G (fedett vagon) és a H (különleges vagon) fősorozat egyes kocsijai felelnek meg az állatszállítás követelményeinek. Az UIC 1963-as határozata szerint a G fősorozat két leggyakrabban épített (Gs, Gbs) típusának minden esetben meg kell felelnie az állatszállítás követelményeinek. Az állatszállító vagon első felületes pillantásra igencsak hasonlít az élettelen áruk szállítására használt ún. fedett kocsikra, ám rendeltetése és berendezése attól eltér. Az élőállat-szállító kocsik kialakítása több célnak is meg kellett feleljen: egyszerre kellett megóvnia a szállított állatokat az időjárás (fagyási sérülések, eső, hó, napsugárzás) viszontagságaitól és biztosítani számukra az életben maradáshoz szükséges levegőt, körülményeket.
A marhavagonok belső kialakítására igen szigorú előírások vonatkoznak. Padlója nem lehet sima, hogy a nagyobb testű állatok elcsúszását megakadályozzák. Azt is meg kell előzni, hogy a vonat mozgásától megrémült állatok kárt okozzanak magukban vagy egymásban. A nagy testű emlősök szállítására használt kocsikban az állatok kipányvázását lehetővé tevő rudak és karikák kaptak helyet, de ezektől eltekintve a kocsi belső fala teljesen sima, hogy az állatok sérülését elkerüljék. A marhavagonban szállított állatokat nem szabad összezsúfolni és az összes állatnak egy irányba kellett néznie. Lovak szállítása esetén előfordul, hogy az állatokat behelyezhető palánkokkal választják el egymástól. A kisebb testméretű állatok (juhok, kecskék) szállítására olykor kétszintes kocsikat is építettek.
A korabeli állatszállítás egyik nagy problémája volt, hogy az állatokat útközben is táplálni és itatni kellett, ezért a vonatot legalább 12 óránként meg kellett állítani. Az etetés és itatás érdekében a kocsik oldalán etetővályúkat helyeztek el, ezeken keresztül az állatok a kocsi felnyitása és az állatok kiterelése nélkül is táplálhatók voltak.
A vasút az 1990-es évekig rendszeresen foglalkozott élőállatok szállításával. Az állatszállító kocsik kezelésére különleges szabályok vonatkoztak. Az állatokkal megrakott kocsikat csak kíméletesen volt szabad tolatni, az ilyen kocsik gurítódombra vitelét tiltották. Az 1990-es évektől hozott állatjóléti szabályok (pl. tilos 8 óránál hosszabban vasúton utaztatni az állatokat) a vasúti állatszállítás megszűnéséhez vezettek. Az ezredforduló utánra az állatszállító vagonok szinte egész Európában eltűntek. Helyüket az állatszállító-teherautók vették át, melyek gyorsabban tudnak közlekedni az állattartó-telepek és a vágóhidak között.
Történeti jelentőségét az adja, hogy gyakran emberek szállítására is használták, többnyire kegyetlen körülmények között.

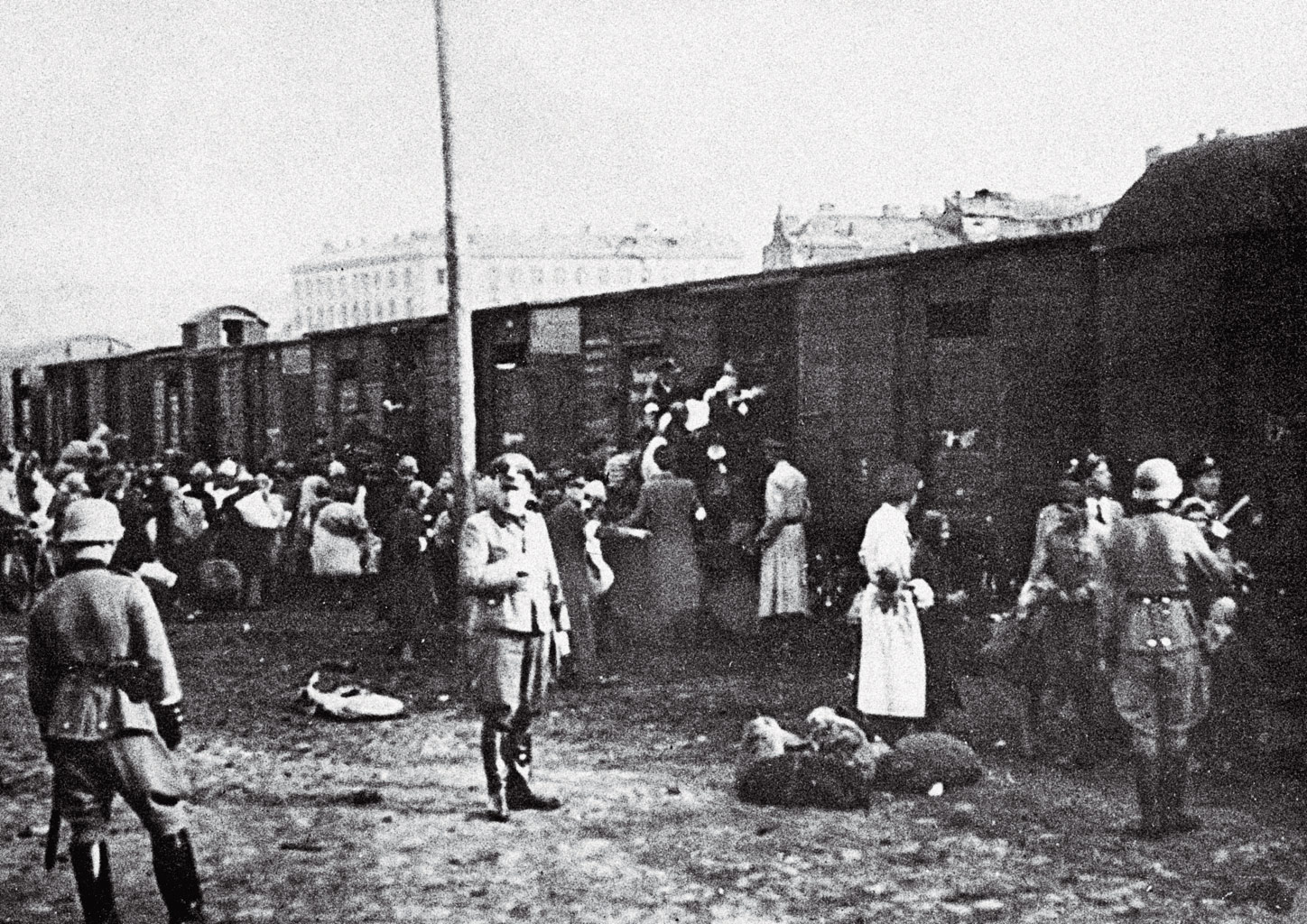

Az első világháborúban, az oroszországi polgárháború idején, és számtalan más esetben használták így, például 1914-ben a magyar pályaudvarokról gördültek a frontra marhavagonok, de az igazi jelentőségét a második világháború marhavagon szerelvényei adták, amikor az elpusztításra szánt zsidók tömegét szállították ezzel az eszközzel a koncentrációs táborokba. 1944–45 fordulóján pedig a szovjetunióbeli kényszermunkára, a málenkij robotra való szállítást oldották meg így. A marhavagon szó azóta a holokauszt és általában a tömeges, erőszakos elhurcolás szimbólumává vált.